# リリュー＝ラ＝パプ
リリュー＝ラ＝パプ （Rillieux-la-Pape）は、フランス、オーヴェルニュ＝ローヌ＝アルプ地域圏、メトロポール・ド・リヨンのコミューン。

## 地理
リヨン北東にある郊外都市である。

## 歴史
1972年、リリューと、クレピュー＝ラ＝パプ（Crépieux-la-Pape）が合併して現在のコミューンが誕生した。これらのコミューンは1967年までアン県に属していた。リヨン都市共同体が創設された際、アン県とイゼール県から加わったコミューンの1つである。
もともとクレピュー＝ラ＝パプはリリューに属していたが1927年に分離して独立したコミューンとなった経緯があった。45年間別々に成長を遂げ、再び1つになったのである。
La-Papeとはローマ教皇を意味しない。古いリヨン方言ではpoypeやpouapeといった（ラテン語で胸を意味するpectusより）。要塞化された小さな丘や小山を乳首に見立てたものである。

## 交通
- 鉄道 - TERローヌ＝アルプ、サトネ＝リリュー駅、クレピュー＝ラ＝パプ駅

## 出身者
- ロイク・レミー - サッカー選手
- シリル・デュムラン - ハンドボール選手

## 姉妹都市
- ウェンチツァ、ポーランド
- ナティティングー、ベナン
- ディツィンゲン、ドイツ